# 拉兹多利耶农村居民点
拉兹多利耶农村居民点（俄语：Раздольевское сельское поселение）是俄罗斯联邦弗拉基米尔州科利丘吉诺区所属的一个农村居民点。其下辖有67个居民点，行政中心为拉兹多利耶。据2016年统计，该农村居民点的人口为2810人。